# Рерус
Рерус (норв. Røros) — місто і комуна в Норвегії, у фюльке Сер-Тренделаг регіону Тренделаг. Адміністративний центр однойменного муніципалітету. Розташований недалеко від кордону зі Швецією, при впадінні річки Реа в найдовшу в Норвегії річку Ґломма, витік якої розташований на території муніципалітету. Центр міста є об'єктом всесвітньої спадщини ЮНЕСКО.
Населення міста — 5 576 осіб (2010).

## Географія
Рерус розташований у центрі Норвегії.
Площа міста становить 1956,39 км². З них 10,1% — води.
Найнижча зафіксована температура у місті — −50,4 °C (у 1914 році), що робить його найхолоднішим місцем у Норвегії на південь від Фіннмарк.

## Історія
З 17 століття Рерус був важливим центром видобутку міді. Двічі — у 1678 і 1679 роках — спалений дотла шведською армією під час дансько-шведської війни. Після війни право на розробку родовищ міді перейшло до німецького банкіра Йоахима Іргенсу, найважливішого кредитора данської корони, який отримав титул барона фон Вестервік і став одним з найбагатших магнатів Скандинавії. Рерус знову захопили шведські війська у 1718 році під час Північної війни, проте пізніше шведи були змушені покинути місто і відступити в гори, де від холоду загинуло більше 3 000 солдатів.
У центрі Реруса зберегли багато дерев'яних будівель часів розквіту гірничої справи. У 1980 році Рерус був включений у список об'єктів всесвітньої спадщини ЮНЕСКО.

## Населення
У муніципалітеті Рерус поширений найпівденніший із традиційних саамських діалектів, що належить до південносаамської мови.

## Транспорт
Рерус розташовагий на Реруській залізничній лінії, що з'єднує Осло і Тронгейм через долину Гломма. У місті є також аеропорт з регулярними рейсами в Осло (авіакомпанія Widerøe).

## Відомі люди
У місті проживав норвезький художник кінця XIX — початку XX Гаралл Сульберг (Harald Sohlberg). Відомі його пейзажі Реруса.